# 雨人
是1988年上映的美國電影，以兄弟之情為主題。電影由巴瑞·萊文森執導，罗纳德·貝斯（Ronald Bass）及巴利·摩亞（Barry Morrow）撰寫劇本。這個故事根据真人真事改編，主要製作的靈感是來自金·匹克。因1986年《捍衛戰士》（Top Gun）一片而走紅為青春偶像的汤姆·克鲁斯，憑此影片開始被注意到演技實力。
电影講述自私的查理（Charlie，由湯姆·克魯斯飾），發現父親將幾乎將所有遺產都留給了雷蒙（Raymond，由達斯汀·霍夫曼飾），一個他一直以來從不知道的兄長，只留下一輛舊款轿车及玫瑰花園給自己，所以查理希望能奪回資產。

## 剧情
查理在兩歲時失去母愛，他因在年少時偷開父親的心愛古董別克轎車出去兜風，父親卻選擇報警並將他留置警局不予幫助，因而與父親關係決裂。查理一直以為自己是獨生子，但記得「雨人」是他小時候的玩伴，「雨人」經常唱歌給查理聽。長大後，查理認為「雨人」只是自己幼時幻想出來的虛構人物。
查理在洛杉磯經營著一家小型汽車公司，但環保部門對他進口高級汽車的漫長審批令他交貨不順而陷入財務困窘。一天，他接到父親離世的消息，決定回辛辛那提老家辦理父親後事及繼承遺產。然而查理發現父親把房屋及約三百萬美元的資產，放進信託基金給予一個不認識的受益人，只留下那輛令兩人關係決裂的古董別克轎車及得獎玫瑰花園給他。
不甘心的查理一路追尋線索，發現該受益人竟是他的親生哥哥雷蒙。兩人的父親害怕患有自閉症的雷蒙因失去母親，令他情緒受創而傷害到幼小的查理，於是忍痛送他至精神病療養院隔離，這一住就是三十年。查理對這位自兩歲便分別，三十年不見的兄長毫無記憶，也發現周遭的人刻意不對他提起雷蒙的事。
查理趁院方不注意時，偷帶雷蒙回洛杉磯，一路上想方設法從基金管理人也就是療養院院長手中取得父親留給雷蒙的遺產之一半，他認為這是他應得的。旅程中，查理驚訝的發現雷蒙就是他記憶中的「雨人」，雷蒙害怕下雨把自己的名字唸為「雷曼」（Rainman），還看到了雷蒙收藏的兩人合照。
途經一間餐館用餐時，雷蒙不小心打翻了牙籤盒，卻能即時算出盒內牙籤的數目。查理因此發現雷蒙的記憶及數字上有莫大的驚人能力，就帶他至拉斯维加斯賭場玩二十一點，利用算牌技巧贏得了八萬多美元，剛好能填補上查理汽車公司的資金缺口。在查理教導雷蒙跳舞以及與他長期旅行的過程中，他對雷蒙的兄弟情感漸漸甦醒，及後返回洛杉磯的住處，查理才驚覺自己對雷蒙的情感已經無法割捨。
這時，上百萬的遺產於查理而言，已經比不上對雷蒙的情感。查理一直想爭回對雷蒙的監護權，但無奈訴訟失敗，雷蒙的監護權裁定給療養院方，而雷蒙也因此必須被送回療養院。查理在送別時對雷蒙的依依不捨，讓查理最終明白到自己內心一直渴望的是家人間的情感。

## 演員
| 演員                               | 角色                                             | 簡介                                                     |
| 達斯汀·霍夫曼 Dustin Hoffman       | 雷蒙·「雷」·巴比特 Raymond "Ray" Babbitt         | 自閉症患者，查理哥哥                                     |
| 湯姆·克魯斯 Tom Cruise             | 查爾斯·「查理」·巴比特 Charles "Charlie" Babbitt | 經營古董車收購，雷蒙弟弟                                 |
| 薇拉莉·葛琳諾 Valeria Golino       | 蘇珊娜 Susanna                                   | 查理女友 在帶出雷蒙的旅程中，負氣離開了查理              |
| 傑拉德·莫蘭 Gerald R. Molen        | 布魯納醫生 Dr. Bruner                            | 醫療院醫生 為老巴比特所託，讓雷蒙長年隱居於其醫療院      |
| 傑克·墨鐸 Jack Murdock             | 約翰·穆尼 John Mooney                            | 律師 替老巴比特宣讀遺囑及處理後續事宜                    |
| 邁克爾·D·羅伯茲 Michael D. Roberts | 凡恩 Vern                                        | 照護員 於瓦布魯克服務，和雷蒙關係親近。雷蒙稱他"V-E-R-N" |
| 拉夫·西摩爾 Ralph Seymour          | 藍尼 Lenny                                       | 查理下屬 任職於巴比特古董車收購公司                      |
| 露辛達·珍妮 Lucinda Jenney         | 艾莉絲 Iris                                      | 賭場客人 向落單的雷蒙搭訕                                |
| 邦妮·杭特 Bonnie Hunt              | 莎莉·狄伯絲 Sally Dibbs                          | 女服務生 雷蒙曾因熟讀電話簿無意間記下她的電話            |
| 金·羅比拉德 Kim Robillard          | 小鎮醫師 Small Town Doctor                       | 心理醫師 察覺出雷蒙潛在的特異能力                        |
| 貝絲·格蘭特 Beth Grant             | 農莊中的母親 Mother at Farm House                | 農莊婦女 答應雷蒙和查理進屋收看電視節目                  |

## 獎項

### 奧斯卡金像獎
《雨人》在第六十一屆奧斯卡金像獎獲得八項提名及四項大獎，包括：最佳影片、最佳導演、最佳男主角（达斯汀·霍夫曼）及最佳原創劇本。另外未獲獎的四項提名包括：最佳美術設計、最佳攝影獎、最佳電影剪輯及最佳電影配樂。

### 柏林電影節
《雨人》奪得了1989年第三十九屆柏林电影节的金熊獎。雨人是惟一一部既奪得金熊獎又获得奧斯卡最佳影片的电影。

### 義大利大衛獎
《雨人》在意大利大衛獎中奪得了最佳外語片、外國男演員（達斯汀·霍夫曼）。

## 軼事
- 原來的劇本設定雷蒙的性格是一個開朗友善，十分熱情的人。後來在達斯汀·霍夫曼的極力遊說導演及編劇，把雷蒙改變成為一個孤僻內向，不愛說話的自閉症患者。
- 《雨人》原先是由史蒂芬·史匹柏籌備執導，後來他選擇了執導《聖戰奇兵》[2]。
- 《辛普森家族》部份集數內容與雨人有不謀而合的部份。
- 飾演布魯納醫生的演員Gerald R. Molen，同時也是本劇的聯合製片（Co-Producer）。